# Etzleben
Etzleben är en kommun och ort i Kyffhäuserkreis i förbundslandet Thüringen i Tyskland.
Kommunen ingår i förvaltningsgemenskapen An der Schmücke tillsammans med kommunerna Oberheldrungen och An der Schmücke.